# Анкхе
Анкхе (вьет. An Khê) — город в провинции Зялай, центральной части нагорья Вьетнама, административная единица первого порядка. До 24 декабря 2003 года — уезд.
Расположенный на важной автодороге, QL-19, между Куинёном на побережье и Плейку на Центральном нагорье, Анххе имел стратегическое значение во время войны во Вьетнаме.

## История

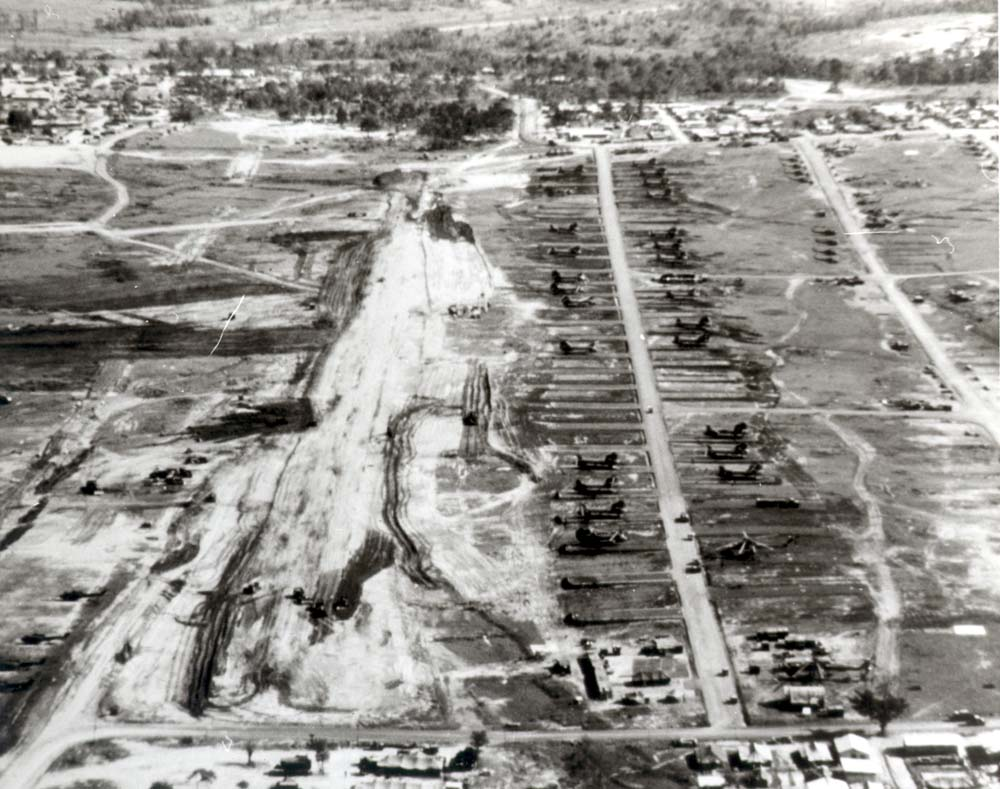
Аэродром Анкхе, 1965

Хотя Анкхе получил статус города недавно, исторически город существует уже длительное время. В составе Французского Индокитая Анкхе был поочерёдно административным центром района Танан провинции Плейку, района Антук провинции Биньдинь (с 1959), уезда Анкхе в провинции Зялай-Контум, а позже в провинции Зялай (1976—1991).

### Первая Индокитайская Война
Битва за перевал Мангянг, последнее крупное сражение Первой Индокитайской войны, началась под Анкхе: 24 июня 1954 года французская Groupe Mobile 100 получила приказ покинуть оборонительную позицию в Анкхе и отступить к более безопасному Плейку, в 50 милях от шоссе Coloniale 19. У дорожного указателя «Километр 15» колонна попала в засаду 803-го полка Вьетминя, и понесла большие потери.

### Вторая Индокитайская война
В августе 1965 года 1-я кавалерийская дивизия США разместила свою базу, Кэмп Рэдклифф, недалеко от Анкхе. В сентябре того же года в 30 км от города состоялась битва за Аннинь. Кэмп Рэдклифф использовался различными подразделениями армии США до конца 1970 года, после чего был передан Вооружённым силам Республики Вьетнам.

### После войны
В 1979 году Анкхе получил статус городской общины-коммуны, при этом из него была выделена община Фуанкы.
Постановлением правительства 155/2003/NĐ-CP от 9 декабря 2003 года западная часть уезда уезд Анкхе выделена в уезд Дакпо, а восточная преобразована в город Анкхе, административную единицу первого порядка.

## Природа
Город расположен на восточном склоне хребта Чыонгшон, где горы переходят в равнины Юга центрального побережья. Климат муссонный с северо-восточными и юго-западными ветрами, двухсезонный: сезон дождей с июня по ноябрь, сухой сезон с декабря по май. Среднегодовая температура +23° C, влажность 81 %, осадки от 1200 мм до 1750 мм. Здесь протекает река Ба, на которой планируется выработка гидроэлектроэнергии для провинций Юга центрального побережья и Центрального плато.

## Население
Динамика численности населения города по годам:
| 2008   | 2019   |
| ------ | ------ |
| 67 247 | 65 918 |

Согласно переписи 2019 года, из 65918 человек городское население составляет около 68 % (44746 человек), все остальные — сельское.

## Административное деление
Административно в городе 6 городских кварталов и 5 общин.
| Административная единица | Тип     | Площадь (км²) | Население (2019) | Плотность |
| ------------------------ | ------- | ------------- | ---------------- | --------- |
| Анбинь                   | квартал | 9,30          | 9450             | 1016      |
| Анфу                     | квартал | 3,85          | 16731            | 4346      |
| Анфыок                   | квартал | 18,79         | 3862             | 206       |
| Антан                    | квартал | 4,57          | 3938             | 862       |
| Нгомай                   | квартал | 10,04         | 6167             | 614       |
| Тэйшон                   | квартал | 3,28          | 15017            | 4578      |
| Кыуан                    | община  | 19,98         | 4626             | 232       |
| Шонган                   | община  | 44,52         | 6225             | 140       |
| Тханьан                  | община  | 22,21         | 4962             | 223       |
| Туан                     | община  | 35,34         | 6138             | 174       |
| Сюанан                   | община  | 27,93         | 4484             | 161       |